# 인도네시아군
인도네시아군( - 軍, 인도네시아어: Tentara Nasional Indonesia, TNI)은 인도네시아 국방부 산하에 있는 군사 조직이다.

## 같이 보기
- 인도네시아 육군(id:Tentara Nasional Indonesia Angkatan Darat)
- 인도네시아 해군
- 인도네시아 공군